# Crnoklište
Crnoklište (cyr. Црноклиште) – wieś w Serbii, w okręgu pirockim, w mieście Pirot. W 2011 roku liczyła 275 mieszkańców.